# 利比亞第納爾
第納爾（阿拉伯語：دينار）是利比亞的流通貨幣。貨幣編號LYD。輔幣單位迪拉姆，1第納爾=1000迪拉姆。

## 流通中的貨幣

### 硬幣
- 1 迪拉姆
- 5 迪拉姆
- 10 迪拉姆
- 20 迪拉姆
- 50 迪拉姆
- 100 迪拉姆
- ¼ 第納爾
- ½ 第納爾

### 紙幣

利比亞現在流通的紙幣系列。

- 1 第納爾
  - 正面：反對穆阿迈尔·卡扎菲的示威者
  - 背面：利比亞國旗、和平鴿
- 5 第納爾
  - 正面：奧斯曼鐘樓
  - 背面：昔蘭尼的宙斯神廟
- 10 第納爾
  - 正面：欧麦尔·穆赫塔尔
  - 背面：穆赫塔爾的騎兵
- 20 第納爾
  - 正面：阿爾·亞蒂克清真寺（英语：Atiq Mosque, Awjila）
  - 背面：古达米斯的傳統學校
- 50 第納爾
  - 正面：班加西燈塔（英语：Benghazi Lighthouse）
  - 背面：塔德拉尔特阿卡库斯的石拱門

## 外部連結
- 唐的世界硬币画廊：Libya
- 罗恩·怀斯的世界纸币：Libya 镜像网站
- 现代金融系统表格－库尔特·舒勒制作：Libya 镜像网站
- 环球货币历史：Libya
- 《环球金融资料》货币历史表格（ 微软试算表格式）